# Neufchâteau (Francja)
Neufchâteau – miejscowość i gmina we Francji, w regionie Grand Est, w departamencie Wogezy.

## Demografia
Według danych na rok 1990 gminę zamieszkiwały 7803 osoby, a gęstość zaludnienia wynosiła 328 osób/km² (wśród 2335 gmin Lotaryngii Neufchâteau plasuje się na 50. miejscu pod względem liczby ludności, natomiast pod względem powierzchni na miejscu 118.).

## Miasta partnerskie
- Śmigiel  Polska